# بولشوي بونكوفو
بولشوي بونكوفو (بالروسية: Большое Буньково) هي مدينة في مقاطعة موسكو أوبلاست في روسيا.

## أعلام
- نيكيتا باجينوف